# Freno de boca

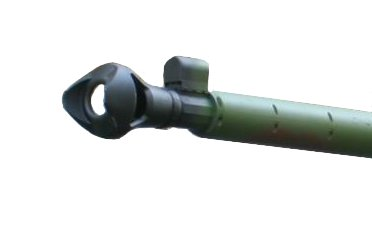
Freno de boca del cañón de 105 mm del cazacarros AMX 10 RC.

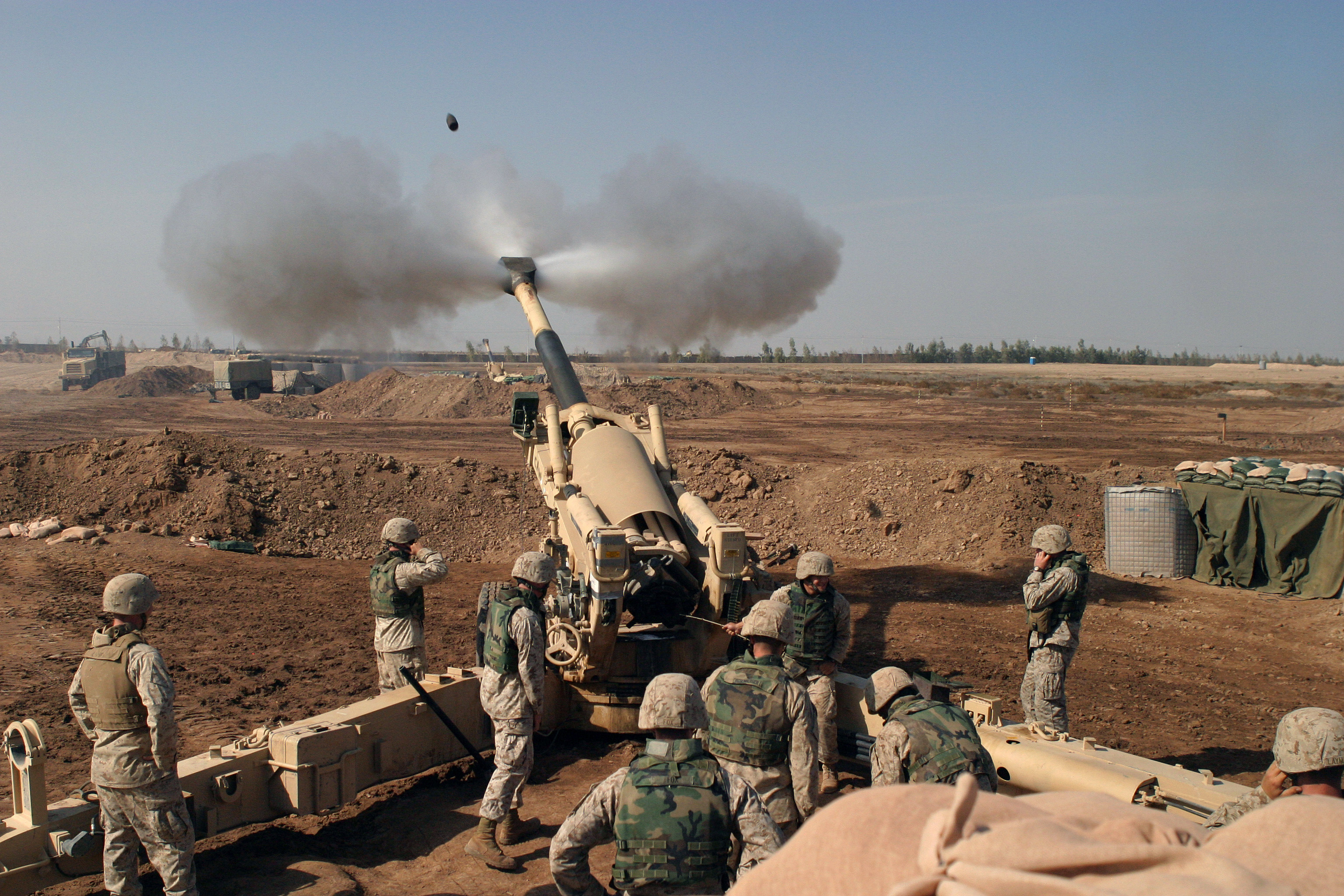
Freno de boca de un obús M198, expulsando los gases hacia los costados.

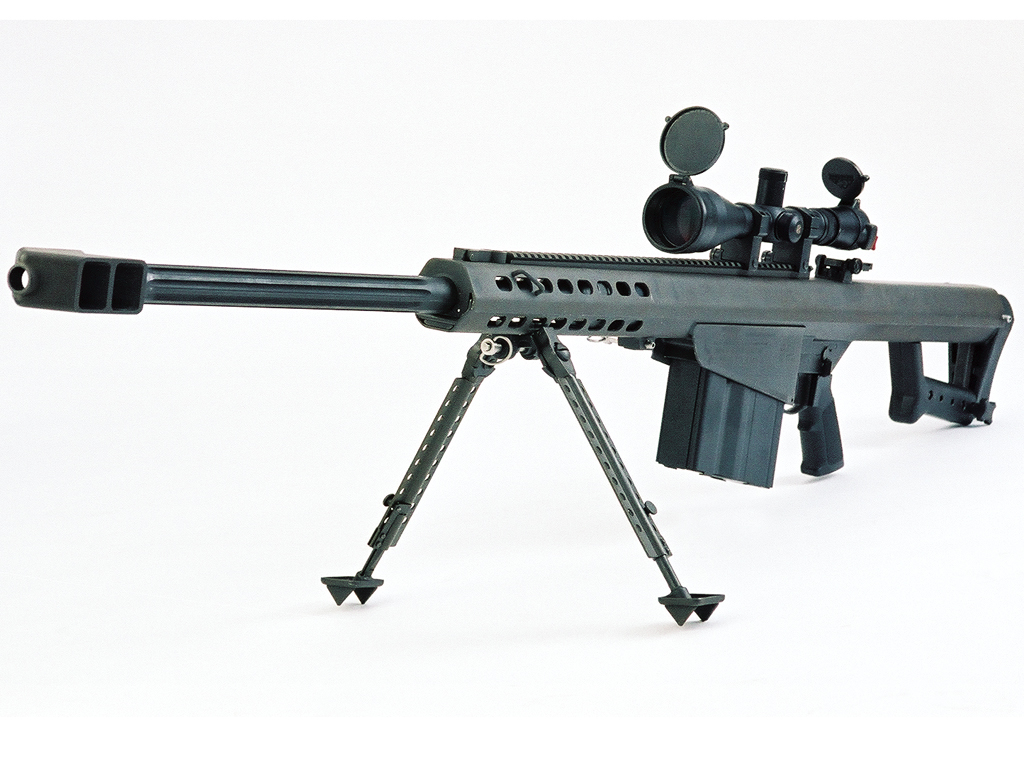
Fusil de gran calibre Barret M107; se puede observar el voluminoso freno de boca con el que está equipado.

El freno de boca y el compensador de retroceso son dispositivos que están unidos o fueron diseñados como parte permanente del cañón de un arma de fuego o la caña de un cañón, para redirigir parte de los gases de la combustión de la pólvora con el propósito de reducir tanto el retroceso del disparo como el relevamiento del arma durante el tiro rápido. Los frenos de boca son muy usados para el combate y en las competencias de tiro deportivo contracronómetro, y son comúnmente encontrados en fusiles de gran calibre y también en los cañones de artillería y de tanques. También son usados en pistolas para competencias de Tiro Práctico, siendo llamados compensadores.